# نیکولا یورچویچ
نیکولا یورچویچ (کرواتی: Nikola Jurčević؛ زادهٔ ۱۴ سپتامبر ۱۹۶۶) یک بازیکن فوتبال اهل کرواسی بود.
از باشگاه‌هایی که در آن بازی کرده‌است می‌توان به باشگاه فوتبال فرایبورگ، دینامو زاگرب و باشگاه فوتبال ردبول زالتسبورگ اشاره کرد.
وی همچنین در تیم ملی فوتبال کرواسی بازی کرده‌است.